# Денисов, Даниил Сергеевич
Дании́л Серге́евич Дени́сов (род. 21 октября 2002, Санкт-Петербург) — российский футболист, полузащитник московского «Спартака».

## Клубная карьера

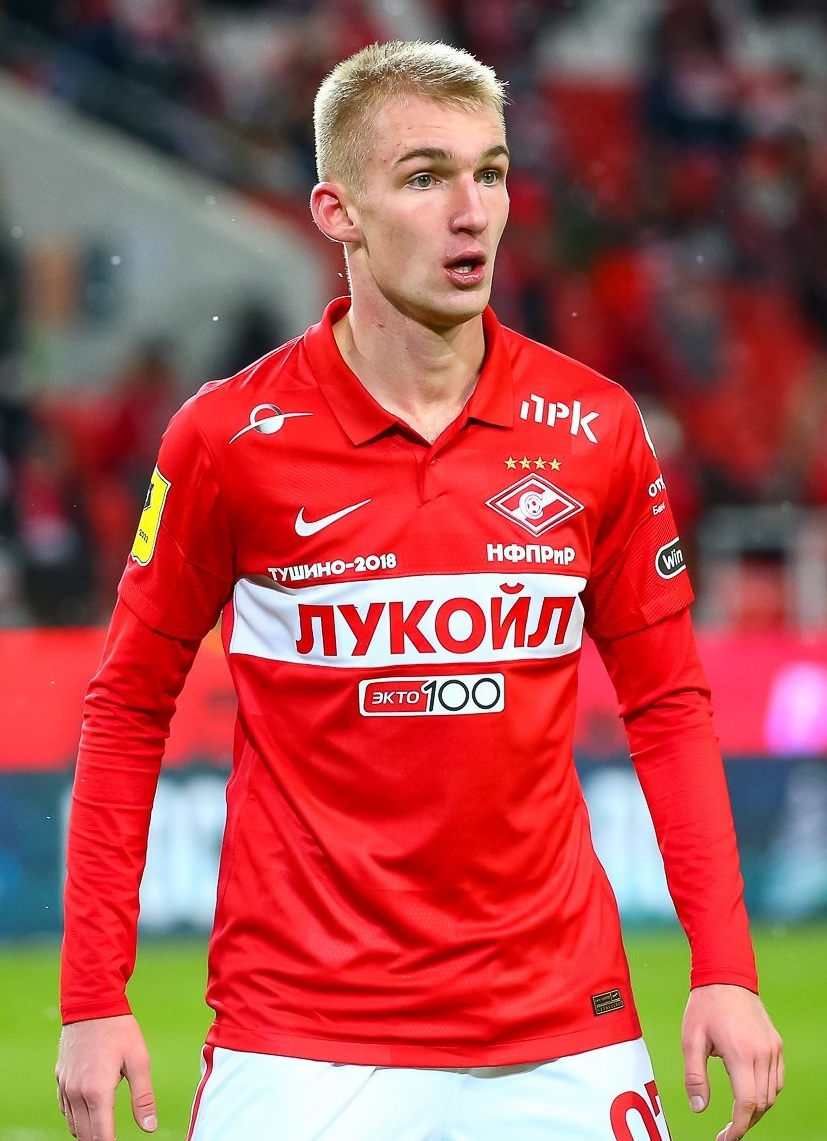
В составе «Спартака» в 2021 году

Начал заниматься футболом в родном Санкт-Петербурге в возрасте пяти лет в секции, а позже перешёл в СШОР «Зенит». Весной 2019 года перешёл в московский «Спартак», тренировался с молодёжным составом и «Спартаком-2». В сезоне 2019/20 играл в основном за команду до 17 лет в Юношеской футбольной лиге, также привлекался к играм дубля в Молодёжном первенстве.
19 июля 2019 года дебютировал в молодёжном первенстве в матче 2-го тура против «Ростова» (3:1). 3 августа 2019 года дебютировал в юношеской футбольной лиге в матче 1-го тура против «Строгино» (0:0). 17 сентября 2019 года подписал с клубом свой первый профессиональный контракт. В сезоне 2019/20 в ЮФЛ провёл 13 матчей, за дубль провёл 13 матчей. Летом 2020 года был приглашён в фарм-клуб «Спартак-2». Дебютировал в первенстве ФНЛ 1 августа 2020 года в матче 1-го тура против «Чертаново» (2:1). В сезоне 2020/21 провёл 34 матча.
С лета 2021 года начал привлекаться к тренировкам с основным составом «Спартака» и принимал участие в товарищеских играх на предсезонном сборе. Дебютировал за «Спартак» 3 октября 2021 года в матче 10-го тура чемпионата России против «Ахмата» (1:0) выйдя на замену в компенсированное время ко второму тайму. 7 февраля 2022 года продлил контракт с клубом до мая 2026 года. 27 августа 2022 года забил свой первый мяч за «Спартак», отличившись в гостевой игре 7-го тура чемпионата России против «Факела» (4:1). Денисов стал 179-м футболистом, забившим за «Спартак» в чемпионатах России, а также стал первым игроком 2002 года рождения, который забил за московскую команду. 27 ноября 2024 года в ответном матче 1/4 финала пути РПЛ Кубка России против «Ростова» (1:2) провёл свой 100-й матч за «Спартак» в возрасте 22-х лет.

## Карьера в сборной
В феврале 2019 года был впервые вызван Дмитрием Хомухой в сборную России до 17 лет, за которую провёл пять матчей. В сентябре 2019 года был вызван Хомухой в сборную России до 18 лет, за которую провёл шесть матчей.
15 сентября 2022 года был впервые вызван Михаилом Галактионовым в состав молодёжной сборной России на учебно-тренировочный сбор в Белоруссии. Дебютировал за сборную 21 сентября 2022 года в товарищеском матче против молодёжной сборной Беларуси (6:1) выйдя на 46-й минуте.
3 ноября 2022 года впервые был включён Валерием Карпиным в расширенный состав сборной России на ноябрьский учебно-тренировочный сбор. Но в окончательный состав, опубликованный 7 ноября 2022 года, не попал. 17 марта 2023 года был впервые вызван в сборную. Дебютировал за национальную команду 26 марта 2023 года в товарищеском матче против сборной Ирака (2:0), проведя на поле весь матч.

## Достижения
«Спартак» (Москва)
- Бронзовый призёр чемпионата России: 2022/23
- Обладатель Кубка России: 2021/22

## Статистика

### Клубная
| Выступление      | Выступление      | Выступление      | Лига | Лига | Кубки | Кубки | Итого | Итого |
| Клуб             | Лига             | Сезон            | Игры | Голы | Игры  | Голы  | Игры  | Голы  |
| ---------------- | ---------------- | ---------------- | ---- | ---- | ----- | ----- | ----- | ----- |
| Спартак (Москва) | Премьер-лига     | 2021/22          | 6    | 0    | 2     | 0     | 8     | 0     |
| Спартак (Москва) | Премьер-лига     | 2022/23          | 29   | 1    | 12    | 0     | 41    | 1     |
| Спартак (Москва) | Премьер-лига     | 2023/24          | 20   | 0    | 9     | 0     | 29    | 0     |
| Спартак (Москва) | Премьер-лига     | 2024/25          | 25   | 0    | 11    | 0     | 36    | 0     |
| Спартак (Москва) | Премьер-лига     | 2025/26          | 4    | 0    | 2     | 0     | 6     | 0     |
| Спартак (Москва) | Итого            | Итого            | 84   | 1    | 36    | 0     | 120   | 1     |
| → Спартак-2      | ФНЛ              | 2020/21          | 34   | 0    | —     | —     | 34    | 0     |
| → Спартак-2      | ФНЛ              | 2021/22          | 20   | 0    | —     | —     | 20    | 0     |
| → Спартак-2      | Итого            | Итого            | 54   | 0    | —     | —     | 54    | 0     |
| Всего за карьеру | Всего за карьеру | Всего за карьеру | 138  | 1    | 36    | 0     | 174   | 1     |

### Сборная
| Матчи и голы Даниила Денисова за сборную России | Матчи и голы Даниила Денисова за сборную России | Матчи и голы Даниила Денисова за сборную России | Матчи и голы Даниила Денисова за сборную России | Матчи и голы Даниила Денисова за сборную России | Матчи и голы Даниила Денисова за сборную России | Матчи и голы Даниила Денисова за сборную России |
| ----------------------------------------------- | ----------------------------------------------- | ----------------------------------------------- | ----------------------------------------------- | ----------------------------------------------- | ----------------------------------------------- | ----------------------------------------------- |
| №                                               | Дата                                            | Оппонент                                        | Счёт                                            | Голы                                            | Соревнование                                    |                                                 |
| 1                                               | 26 марта 2023                                   | Ирак                                            | 2:0                                             | —                                               | Товарищеский матч                               |                                                 |